# 계부 (영화)
《계부》(영어: The Stepfather)는 미국에서 제작된 조지프 루빈 감독의 1987년 심리 공포 영화이다. 테리 오퀸 등이 출연하였고, 제이 벤슨 등이 제작에 참여하였다. 자식 셋, 아내, 어머니가 신앙심을 잃어간다고 판단하고 완벽한 살해 계획을 세워 이들을 전부 죽이고 새로운 신분으로 위장해 재혼했던 존 리스트의 실화를 바탕으로 하고 있다.
2009년 동명의 리메이크 영화가 개봉하였다.

## 줄거리
자신이 과거에 저지른 살인이 기사화 된 것에 분노하는 계부의 혼잣말을 엿들은 문제아 스테퍼니는 해당 신문사에 전화해 일가 전원을 살해했다는 가장의 사진을 보내달라고 요청한다.
그러나 계부는 신문사가 보낸 사진 자료를 몰래 가로채 다른 남자의 사진으로 교체하고 다시 집 우체통에 넣어 스테퍼니를 속인다. 이어 스테퍼니의 심리상담사가 자신에 대해 지나치게 파고 들자 그를 죽이고 자살로 위장한다.
계부는 연쇄살인범으로, 이미 형성돼있는 가족 안으로 파고 들어갔다가 가족 구성원들이 자신을 거스르는 순간 모두 쓸어버리는 수법을 쓰고 있었다. 스테퍼니가 지시를 어기고 남자친구와 입을 맞추고 자신을 변태라고 비난하는 등 반항을 계속하자 계부는 퇴사를 하고 변장을 한 뒤 새 이름으로 다음 직장을 찾고 아이들이 딸린 다른 여성에게 작업을 걸기 시작한다.
계부가 직장을 그만뒀다는 걸 알게 된 스테퍼니의 엄마 수전은 계부를 추궁하다가 전화기로 얻어맞고 지하실로 도망친다. 한편 스테퍼니는 계부가 자신의 심리상담사를 죽인 정황 증거를 포착한다.
계부를 계속 추적해왔던 계부의 옛 처남은 계부의 칼에 유린 당해 즉사한다. 스테퍼니는 이 시체를 발견하고 놀라서 집 다락으로 올라간다. 계부가 스테퍼니를 쫓아 올라오지만 다락의 썩은 나무 바닥이 부서지면서 계부는 1층으로 떨어진다.
지하실에서 올라온 수전이 총을 쏘아 계부를 저지하고, 스테퍼니가 계부가 놓친 칼을 주워 그를 찔러 죽이고 나서야 모녀의 악몽은 끝이 난다.

## 출연
- 테리 오퀸 - 제리 블레이크 / 헨리 모리슨 / 빌 호지킨스 / 계부 역
- 질 숄런 - 스테퍼니 메인 역
- 셸리 핵 - 수전 메인 역
- 찰스 래니어
- 스티븐 셸런
- 스티븐 E. 밀러
- 로빈 스티밴
- 제프 슐츠
- 린지 본
- 애나 헤이건
- 질리언 바버
- 블루 만쿠마
- 잭슨 데이비스
- 샌드라 헤드
- 개브리엘 로즈

## 기타 제작진
- 배역: 제인 파인버그, 마이크 펜턴, 주디 테일러
- 미술: 제임스 윌리엄 뉴포트
- 세트: 킴벌리 리처드슨
- 의상: 미나 미틀먼